# Абісальні відклади
Абіса́льні відкла́ди — глибоководні морські та океанічні відклади, що накопичуються на глибинах понад 2000 м в умовах окисного середовища. Займають близько 90 % площі дна океану. Залягають переважно на глибині понад 3 км. Нагромадження абісальних відкладень відбувається повільно (за 100 років в середньому відкладається шар червоної глини товщиною 0,86 мм).

## Види абісальних відкладів
Найчастіше абісальні відклади представлені мулом з скелетних утворень форамініфер, діатомей, радіолярій та інших організмів, дрібних частинок зруйнованих кристалічних порід і космічного пилу, а також глибоководною червоною глиною. У залежності від переважання частинок того або іншого походження поділяються на:
- Органогенні глибоководні глини. Пухкі або ущільнені осади, утворені, найчастіше, із скелетів планктонних організмів, наприклад, вапнякові і кременисті мули.
- Полігенні червоні глибоководні глини. Серед найтиповіших включень червоної глини залізо-марганцеві конкреції.